# Letališče Kovin
Letališče Kovin (srbska cirilica Аеродром Кoвин, latinica Aerodrom Kovin) je vojaško letališče v Srbiji, ki leži blizu Kovina.